# Maddie Graham
Madeleine Graham, conosciuta come Maddie, è la protagonista femminile e narratrice del romanzo Recovery Road di Blake Nelson. La storia narra il suo percorso di riabilitazione dalla dipendenza da alcool e droga e racconta la sua prima storia d'amore vissuta con Stewart in età adolescenziale.

## Biografia pregressa
Maddie è cresciuta a West Linn, Oregon, da una famiglia abbiente. Il padre è un affascinante uomo d'affari che iniziò la sua carriera come ingegnere alla NASA per poi diventare consulente privato. È descritto come un uomo che viaggia costantemente e probabilmente tradisce la moglie, sebbene con Maddie sia sempre affettuoso. Maddie si sente più simile al padre al quale è più affezionata rispetto alla madre, una donna irlandese senza carriera personale e con un carattere ansioso.
Maddie inizia a fare uso di stupefacenti fin dalle scuole medie. Si è sempre annoiata in famiglia, spesso usciva di nascosto per andare a ubriacarsi. Quando entra alla Evergreen High School diventa popolare con il nome di Mad Dog Maddie soprattutto per la sua propensione alle risse. Frequenta un giro di amici ricchi a cui piace fare feste e sballarsi. A stento riesce a pensare di poter studiare o socializzare da sobria. I suoi genitori la portano in una clinica di riabilitazione dopo essere stata più volte arrestata dallo sceriffo per risse e furti in stato di alterazione psico-fisica.

## Storia personale
Maddie all'età di sedici anni entra in una clinica di riabilitazione chiamata Spring Meadow. È intenzionata a isolarsi e ad abbandonare il liceo. All'inizio deve combattere le crisi d'astinenza. Quando la sua psicoterapeuta Cynthia le consiglia di socializzare, Maddie accetta l'amicizia di Trish, una compagna di dormitorio. Dopo che Trish viene dimessa, Maddie si innamora di un ragazzo di nome Stewart. Insieme a lui si sente rinascere con una speranza che non pensava potesse provare. Anche Stewart vorrebbe frequentarla ma è contro le regole della clinica, perciò si promettono di rivedersi una volta usciti.
Dopo tre mesi di terapia Maddie è decisa a restare sobria e viene riaccettata al liceo Evergreen. All'inizio cerca di isolarsi fino a quando le viene offerto aiuto da Martin Farris ed Emily Brantley. I rapporti di amicizia che Maddie costruisce al liceo attraverso periodi di alti e bassi rappresentano per Maddie un'importante curva di apprendimento comportamentale grazie alla quale acquista una percezione della vita molto più sana e realista.
Trish è ancora la sua amica più cara. Si frequentano e si sostengono l'una all'altra fino a quando Trish ricade nella cocaina e resta uccisa. Il lutto per Trish non è l'unico che Maddie deve affrontare: prima della fine della scuola la sorella minore di Emily, Ashley, muore in un incidente stradale. Poiché Ashley si drogava, Emily aveva chiesto a Maddie di farla ragionare, ma Maddie non sapeva come prenderla. La morte di Ashley separa Emily da Maddie e genera sensi di colpa. Maddie riesce comunque a superare entrambi i lutti, restando sobria anche grazie al sostegno dei genitori che la coccolano e le danno fiducia. Per trovare una valvola di sfogo Maddie scopre per la prima volta il piacere di studiare. Quando arriva l'estate è decisa a frequentare una scuola estiva per recuperare i crediti e poter accedere a una buona università.

## Maddie e Stewart
La storia d'amore fra Maddie e Stewart si svolge lungo il percorso terapico che i ragazzi sono tenuti ad affrontare in clinica e nei mesi successivi. Il cambiamento radicale di Maddie in continuo miglioramento incontra la personalità di Stewart più fragile e buia. Maddie e Stewart appartengono ad ambienti opposti perciò nel cammino verso la sobrietà sono trascinati in situazioni molto diverse.
Mentre Maddie frequenta la scuola estiva Stewart va a lavorare con il padre nelle Redlands. Stewart però non riesce a far funzionare la sua vita e a un certo punto si ubriaca fino a perdere conoscenza. Maddie avendo già perso Trish diventa ansiosa e attraversa tutto lo stato per salvarlo, ma una volta arrivata al bar viene aggredita sessualmente da due uomini. Il trauma spinge Maddie a desiderare di lasciare Stewart, che da parte sua percepisce un disagio e si aspetta di perderla. Preso dalle sue insicurezze e convinto di fare la cosa giusta per entrambi, Stewart decide di rompere con Maddie pur continuando a proteggerla. Quando Maddie si ubriaca Stewart la soccorre e la indirizza verso un gruppo di Alcolisti Anonimi. Infine Maddie viene accettata all'Università del Massachusetts e si trasferisce nella East Coast abbandonando definitivamente ogni trascorso.
Un anno dopo Maddie torna a Portland per salutare i genitori. Sembra un'altra persona: sicura di sé, responsabile, frequenta uno studente di una scuola prestigiosa. Mentre è in centro vede casualmente Stewart, stenta a riconoscerlo: è emaciato, senza un tetto e completamente drogato. Vorrebbe aiutarlo ma Stewart rifiuta ogni aiuto e abbandona la città. Maddie capisce che non lo può più salvare e lo lascia andare, ma una parte di sé continuerà ad aspettarlo per sempre.

## Nella cultura di massa
Maddie è interpretata da Jessica Sula nella serie americana Recovery Road, trasmessa su Freeform nel 2016. Inizialmente la parte era stata affidata a Samantha Logan. Nello show Maddie è orfana di padre, ucciso in un incidente automobilistico causato da un ragazzo alcolizzato. La serie è stata cancellata dopo una stagione.